# Timo Wenzel
Timo Wenzel (* 30. November 1977 in Neu-Ulm-Burlafingen) ist ein deutscher Fußballtrainer und ehemaliger Fußballspieler.

## Werdegang als Spieler

### Vereinskarriere
Seine Karriere begann er beim FC Burlafingen, über die Nachwuchsabteilung des SSV Ulm 1846 kam er 1994 zum VfB Stuttgart. Im Jahr 2000 absolvierte er seine ersten Bundesligaspiele für den Klub. Nach insgesamt 65 Bundesligaspielen für die Schwaben wechselte der Abwehrspieler zur Winterpause 2003/04 zum damals abstiegsgefährdeten 1. FC Kaiserslautern. Wenzel konnte helfen, die Klasse trotz Punktabzuges zu halten. Nach dem Abstieg 2006 war der Zweitligaaufsteiger FC Augsburg sein neuer Arbeitgeber. In zwei Jahren spielte er 51-mal für den Zweitligisten. Am 28. April 2008 unterschrieb Wenzel einen Vertrag bis 2011 bei Omonia Nikosia in Zyperns erster Liga. Nach drei Jahren wechselte er im August 2011 vom zyprischen Vizemeister und Pokalsieger aus Nikosia zum griechischen Erstligisten AO Kerkyra. Der Vertrag des Verteidigers lief bis 2013, dennoch wechselte er im Sommer 2012 zurück nach Deutschland zur SV Elversberg in die Regionalliga Südwest. Nach der Saison 2014/15 beendete er seine Spielerlaufbahn.

### Nationalmannschaft
Wenzel spielte zwischen 2002 und 2003 neben Spielern wie Timo Hildebrand, Simon Jentzsch, Tim Borowski, Andreas Hinkel, Fabian Ernst und Kevin Kurányi dreimal im Team 2006, der Perspektivmannschaft des DFB.

## Trainerlaufbahn
Nach seinem Karriereende wechselte Wenzel auf die Trainerbank. Im Juli 2017 löste er seinen Vertrag bei der SV Elversberg, wo er die U23-Mannschaft betreut hatte, um sich seiner weiteren Trainerausbildung und dem Erwerb der höchsten Trainerlizenz im DFB-Curriculum, dem Fußballlehrer, zu widmen. In der Saison 2018/19 übernahm er den bayerischen Regionalligisten 1. FC Schweinfurt 05, mit dem er am Saisonende Vierter wurde. In der Saison 2019–21 wurde Wenzel nach fünf sieglosen Spielen in Folge sowie dem Kontaktverlust zum Tabellenführer Türkgücü München nach dem 18. Spieltag in Schweinfurt entlassen. Im März 2021 wurde er Trainer des FC 08 Homburg. Ende April 2023 wurde er wieder entlassen, der Klub gab die „negative sportliche Entwicklung der letzten Wochen“ als Grund an.

## Erfolge
Als Spieler
- Deutscher Vizemeister: 2003
- Zyprische Meisterschaft: 2010
- Zyprischer Fußballpokal: 2011
- Zyprischer Supercup: 2010
- UI-Cup-Sieger: 2000, 2002